# فدراسیون آنارکیستا ایبریکا
فدراسیون آنارشیست‌های ایبری (به اسپانیایی: Federación Anarquista Ibérica‎، مخفف: FAI، تلفظ: فدراسیون آنارکیستا ایبِریکا) یک سازمان اسپانیایی ستیزه‌جویان آنارشیست (آنارکو-سندیکالیست) فعال در گروه‌های وابسته در داخل اتحادیه آنارکو-سندیکالیست کنفدراسیون ملی کار (CNT) بود. به دلیل ارتباط نزدیک بین دو سازمان، اغلب به اختصار آن‌ها را CNT-FAI می‌نامیدند. FAI نشریه Tierra y Libertadرا منتشر می‌کرد.
قسمت ایبری در نام آن اشاره به هدف اتحاد آنارشیست‌های اسپانیایی و پرتغالی در یک سازمان پان-ایبری داشته. در جلسات FAI اعضای União Anarquista Portuguesa و Confederação Geral do Trabalho (از جمله کنگره CNC ساراگوسا در ۱۹۳۶) حضور داشتند. امروزه نیز آنارکیستا ایبریکا هنوز در حال فعالیت است و خود را با فدراسیون بین‌المللی آنارشیست (IAF-IFA) هماهنگ می‌کند.

## تاریخچه
این حزب در والنسیا در سال ۱۹۲۷ تأسیس شد (پس از جلسه مقدماتی سال قبل در مارسی، فرانسه)، و هدفش مبارزه برای حفظ CNT در یک مسیر آنارشیستی و به چالش کشیدن بوروکراسی CNT بود - که به نظر می‌رسید تبدیل به یک حلقه میانجی بین کار و سرمایه، به جای نمایندگی طبقه کارگر شده. این مسئله به ویژه وقتی متشنج شد که رژیم دیکتاتوری میگل پریمو دو ریورا قدرت در اسپانیا را به دست گرفته بود و جنبش‌های کارگری را سرکوب می‌کرد.
هژمونی نامتناسبی که FAI در اوایل دهه ۱۹۳۰ نسبت به سیاست CNT داشت، منجر به تقابل با اعضای سندیکالیست انقلابی کمتر رادیکال شد. از سال ۱۹۳۱، در سال‌های اول جمهوری دوم اسپانیا، مقامات اتحادیه به‌طور سیستماتیک از دفتر خارج شده یا اخراج شدند، که منجر به ایجاد اتحادیه‌های مخالف ضد FAI در CNT در مارس ۱۹۳۳ شد. معتدل‌ترین اتحادیه‌های صنفی، تحت نظر آنخل پستانیا، در نهایت اخراج شدند و در آوریل ۱۹۳۴ حزب سندیکالیست را تشکیل دادند و تا زمان جنگ داخلی اسپانیا ، رهبری CNT را تحت کنترل مستحکم FAI رها کردند. اعضای FAI در جنگ علیه نیروهای فرانسیسکو فرانکو در جنگ داخلی عمدتاً در ارتش شرقی (Ejército del Este) صف مقدم را تشکیل می‌دادند.
از زمان مرگ فرانکو و گذار اسپانیا به دموکراسی پارلمانی، FAI کار خود را بازآغاز کرد. اگرچه این سازمان با CNT اعضای مشترکی دارد، اما عضویت در FAI مخفی است.